# Raquel Sans i Guerra
|  | Aquest article tracta sobre la política Raquel Sans. Si cerqueu la periodista Raquel Sans, vegeu «Raquel Sans i Duran». |

Raquel Sans i Guerra   (Valls, 9 de juny de 1980) és una periodista i política catalana, vicepresidenta primera del Parlament de Catalunya des del 10 de juny de 2024.
Nascuda a Valls, és llicenciada en periodisme a la Universitat Autònoma de Barcelona i postgraduada en periodisme sociolaboral per la mateixa institució d'ensenyament superior. Ha estat periodista al Diari de Tarragona i TAC 12, presentador del programa Quarts de nou de Televisió de Catalunya, tècnica de gestió cultural a l'Ajuntament de Tarragona i professora associada a la Universitat Rovira i Virgili. Resideix des de fa uns anys a Tarragona.
En les eleccions al Parlament de Catalunya de 2017, Sans va ocupar el número 6 de la candidatura d'ERC-Catalunya Sí en la demarcació electoral de Tarragona com a independent. No va ser elegida diputada, però al juliol de 2018, quan el diputat Òscar Peris, també vallenc, va tornar a ser delegat del govern a Tarragona, Sans es va convertir en diputada.
En les eleccions al Parlament de Catalunya de 2021, Sans va encapçalar la candidatura d'Esquerra Republicana de Catalunya en la demarcació electoral de Tarragona, essent diputada al Parlament de Catalunya en la dotzena legislatura.
Va encapçalar la candidatura d'ERC en les eleccions al Parlament de Catalunya de 2024 per a la circumscripció de Tarragona.